# 72회 승단대회
72기 승단대회이다.

### 참가자격
- 한국기원 소속 전문기사 중 갑조 : 5단 ~ 8단,을조 : 초단 ~ 4단

## 승단대회 결과
갑조
11월 11일 (故)임창식 5단 총 28국 총점 1,890점 평균 68점 6단 승단
12월 4일 (故)정현산 5단 총 21국 총점 1,560점 평균 74점 6단 승단 
하반기 5국
12월 6일 강훈(大) 8단 총 34(-2국) 총점 2,160점 평균 67,5점 입신 9단 승단 
을조
11월 11일 김석흥 초단 총 10국 총점 780점 평균 78점 2단 승단 
이현욱 초단 총 10(-1국) 총점 750점 평균 83.3점 2단 승단 
12월 4일 윤현석 3단 총 19국 총 1,350점 평균 71점 4단 승단
12월 5일 목진석 2단 총 12(-1국) 총 900점 평균 81점 3단 승단
12월 6일 이성재 3단 총 16국 총 1,200점 평균 75점 4단 승단 
김명완 2단 총 12국 총 840점 평균 84점 3단 승단

## 승단자 명단
9 강훈(大),유창혁,이창호(이상 2명의 특별승단)
8 노영하(특례승단),허장회,최규병
7 정대상
6 권경언,(故)임창식,김동면,오규철,(故)정현산
5 김승준,최명훈
4 김영환,이상훈(大),윤현석,이성재,양건
3 김기헌,안조영,김명완,목진석
2 박영찬,김석흥,이현욱

## 승단대회 입상자 명단
갑조:최명훈5,오규철6,(故)정현산6,최규병8,김동면6
을조:안조영3,목진석3,김명완3,이현욱2.박영찬2

## 승단대회 전적
9승 1무 최명훈 5단 1위 100만원 
오규철 6단 2위 80만원 
을조 10전 전승 안조영 3단 180만원

## 대국 결과
| 대진            | 연도     | 대국일자 | 승자          | 패자        | 결과 | 승단여부  | 기보 |
| --------------- | -------- | -------- | ------------- | ----------- | ---- | --------- | ---- |
| 하반기 갑조 5국 | 12월 6일 | 1996년   | 강훈(大) 八단 | 고재희 七단 |      | 九단 승단 |      |